# Grand Som Martel
Der Grand Som Martel (oder Grand Sommartel) ist ein 1337 m ü. M. hoher Berg im Schweizer Jura. Der Gipfel liegt im Gebiet der Gemeinde Les Ponts-de-Martel im Kanton Neuenburg, rund 10 km südwestlich der Stadt La Chaux-de-Fonds. Das Wort Som stammt aus dem Altfranzösischen und bedeutet so viel wie Gipfel, während martel ein Patois-Ausdruck des Frankoprovenzalischen für marais (Moor) ist.

## Lage
Der etwa sechs Kilometer lange Berg mit dem Gipfelplateau Grand Sommartel und zwei Nebengipfeln gehört zu einer Jurakette, die sich in Richtung Südwest-Nordost vom Talkessel von Saint-Sulpice über den Trémalmont und den Crêt du Cervelet bis zum Mont Sagne bei La Chaux-de-Fonds erstreckt. Er dominiert mit seinen drei höchsten Kuppen diese Kette. Begrenzt wird der Höhenrücken im Südosten vom breiten Talbecken des Vallée des Ponts, im Westen von der Niederung des Vallée de la Brévine und im Norden vom Talkessel bei Le Locle. Der Südhang und die höchsten Bereiche des Berges gehören zur Gemeinde Les Ponts-de-Martel, der nordwestliche Berghang zu La Chaux-du-Milieu und Le Locle und der östliche Teil zur Gemeinde La Sagne.

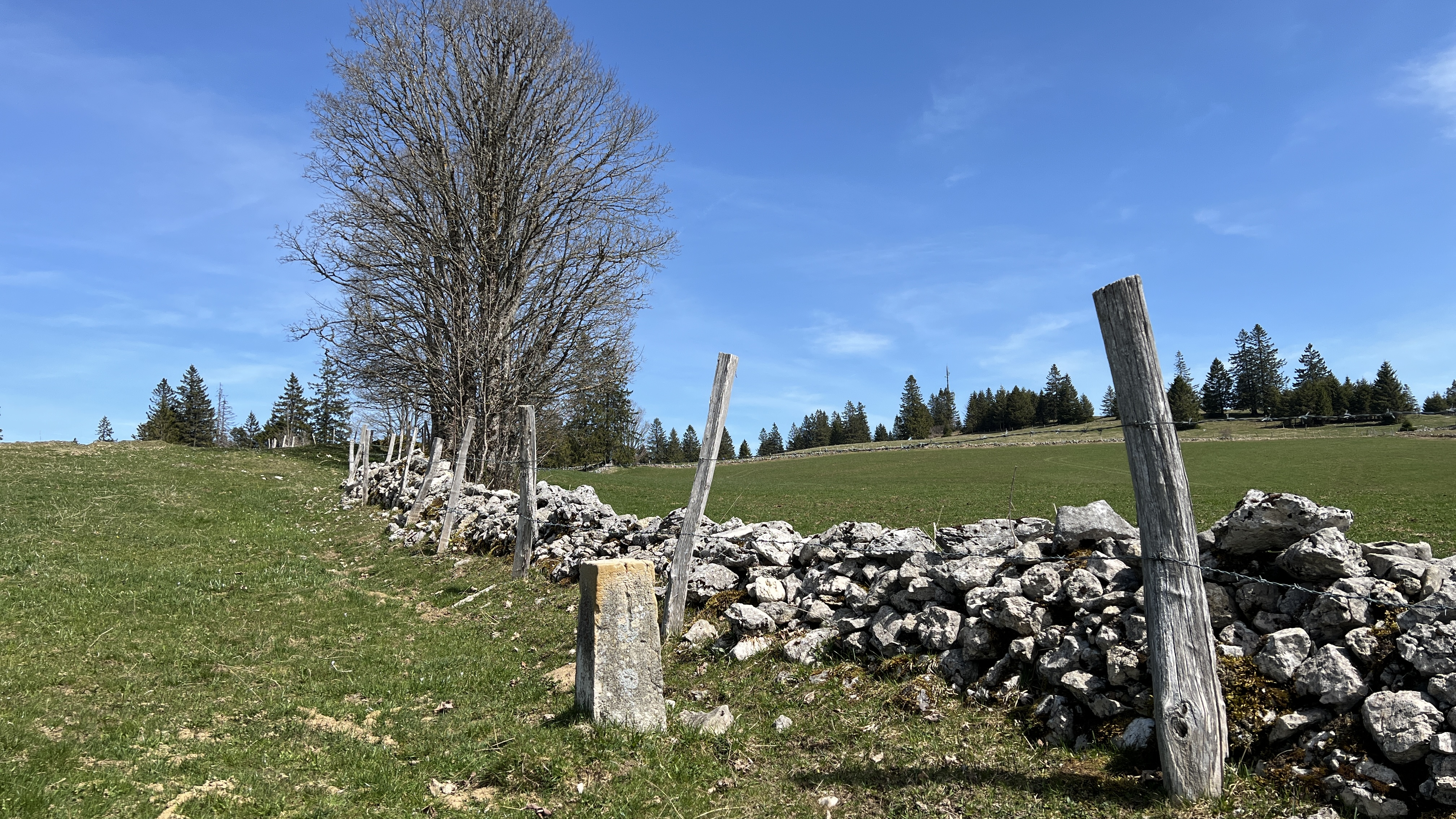
Weidemauer und Stacheldraht

Auf den abgeflachten Höhen des Grand Som Martel befinden sich ausgedehnte Bergweiden, auf denen wie auf vielen Juraweiden mächtige Fichten einzeln oder in Gruppen stehen. Das Weidegebiet wird für die Sömmerung von Kühen und Pferden genutzt und von den Berghöfen Sommartel (in La Sagne), Le Petit Sommartel und La Petite-Joux (beide zu Les Ponts-de-Martel) aus bewirtschaftet, die vom Tal aus über Flurstrassen erreichbar sind. Die Domänen Grand-Sommartel und Joux zählten zu den grössten privaten Bergweiden des Kantons Neuenburg. Jene von Grand-Sommartel war von 1608 bis zum frühen 20. Jahrhundert im Besitz der adeligen Familie Chambrier von Neuenburg und später des Unternehmers Georges Favre-Jacot von Le Locle. Die verschiedenen Weidebezirke sind gemäss der alten Tradition auf den Jurahöhen durch Feldmauern aus Trockenmauerwerk getrennt, die jedoch teilweise nicht mehr unterhalten und manchmal durch Stacheldraht ersetzt werden. Die steilen Hänge an den Bergflanken sind bewaldet.

## Geologie
In strukturgeologischer Hinsicht bildet der Grand Som Martel eine Antiklinale des Faltenjuras. Der Berggipfel besteht aus kompetentem Kalkstein der jüngeren Jurazeit (Malm). An Schwachstellen wurde das Gewölbe der Antiklinale durch Erosion angegriffen und abgetragen, so dass die darunter liegenden mergeligen Effingerschichten freigelegt wurden. So entstanden beispielsweise der Talkessel Entre deux Monts nordöstlich und die Combe des Sagnettes südwestlich des Grand Som Martel.

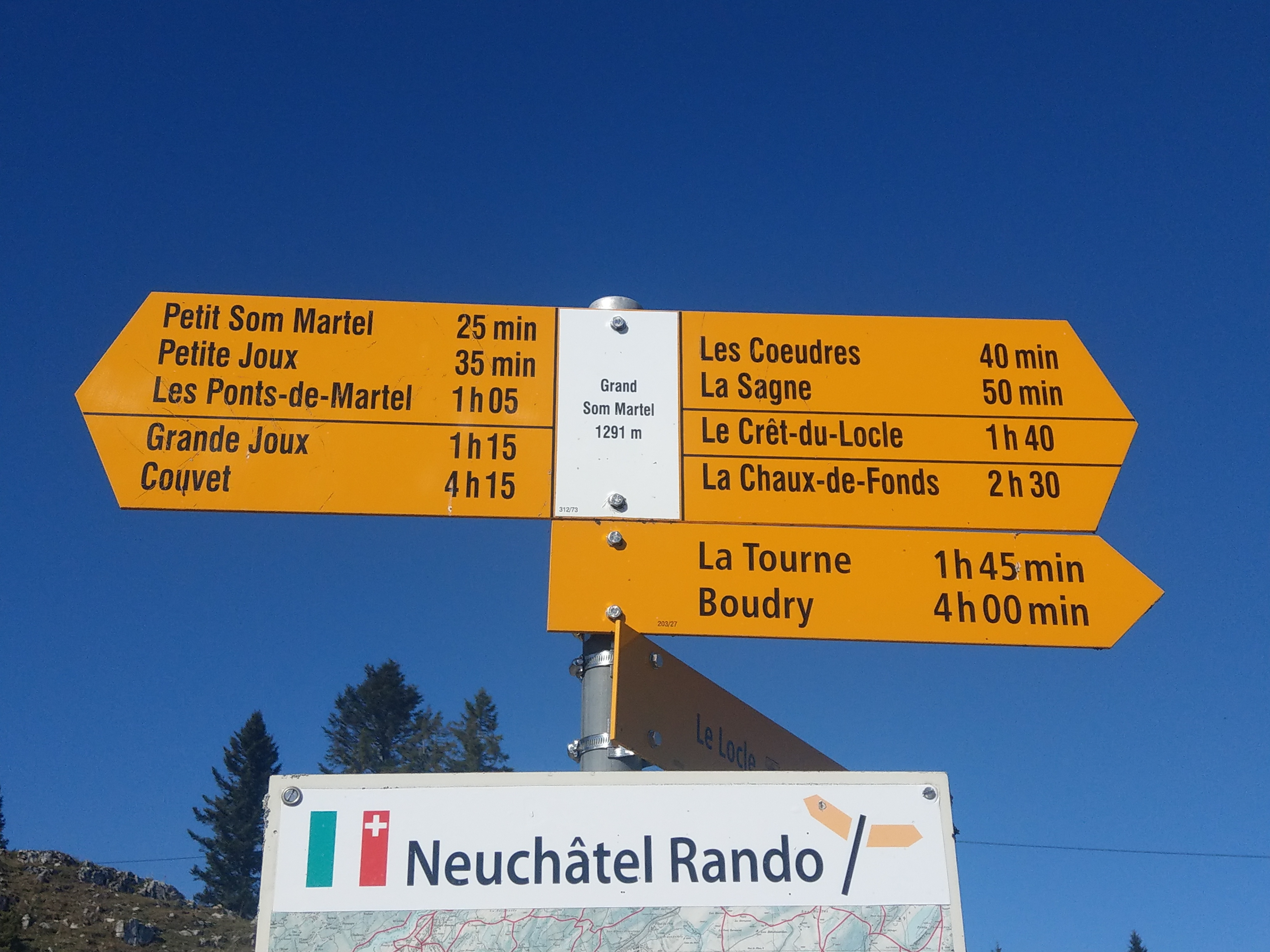
Wegweiser Grand Som Martel

## Sport
Der Höhenrücken des Grand Som Martel gehört zum Wandergebiet des Neuenburger Juras. Im Winter ist Skisport möglich; am Nordhang des Berges gibt es einen Skilift. Bei den Berghöfen werden Gaststätten betrieben.
1961 wurde die Sektion Sommartel des Schweizer Alpen-Clubs gegründet. Der Verein führt die Berghäuser Roche-Claire auf dem Grand Sommartel und Fiottet am Südhang des Mont Racine.